# Глумина (Зворник)
Глумина је насељено мјесто у општини Зворник, Република Српска, БиХ. Према прелиминарним подацима пописа становништва 2013. године, у насељеном мјесту Глумина укупно је пописано 998 становника.

## Становништво
Према попису становништва из 1991. године, мјесто је имало 2.399 становника.
| Демографија | Демографија | Демографија |
| Година      | Становника  | Становника  |
| ----------- | ----------- | ----------- |
| 1948.       | 954         |             |
| 1953.       | 1.108       |             |
| 1961.       | 1.376       |             |
| 1971.       | 1.979       |             |
| 1981.       | 1.913       |             |
| 1991.       | 2.398       |             |
| 2013.       | 998         |             |